# Spinibarbus nammauensis
Spinibarbus nammauensis är en fiskart som beskrevs av Nguyen 2001. Spinibarbus nammauensis ingår i släktet Spinibarbus och familjen karpfiskar. IUCN kategoriserar arten globalt som otillräckligt studerad. Inga underarter finns listade i Catalogue of Life.